# ヴィットリオ・ラストラ
- ビットリオ・ラストラ

ヴィットリオ・ラストラ（Vittorio Lastra、1996年3月26日 - ）は、スーペル・ラグビー・アメリカス、セルクナムに所属するラグビーユニオン選手。

## プロフィール
- チリ出身[2]。
- ポジションはプロップ(PR)。
- 身長 183cm、体重 120kg
- チリ代表キャップは22（2025年2月現在）でラグビーワールドカップ2023のチリ代表に選ばれた[3]。

## 略歴
2020年、セルクナムに加入。